# 頭索動物
頭索動物（とうさくどうぶつ Cephalochordata） は、一般にナメクジウオ（蛞蝓魚）と呼ばれる動物の1群で、脊索動物門頭索動物亜門に分類される原始的な脊索動物である。ナメクジウオと総称されることも多いが、この名はこの類における日本産の1種の標準和名としても使われてきた。脊椎動物の最も原始的な祖先に近い動物であると考えられたこともあり、生きている化石とされる。

## 概説
小型で、魚のような形態をした動物である。尾索動物と異なり、脊索を終生に渡って持ち、またそれが体の前端まで伸びていることが特徴である。神経管も先端付近まで伸びており、その体制は脊椎動物の基本的な体制と共通する。ただし頭部が分化せず、骨格（軟骨を含め）が発達しない点で脊椎動物とは異なる。
全て海産で、底生で不活発な動物であり、遊泳は可能だが長く泳ぐことはほとんどない。小さな口でデトリタスやプランクトンを食べていると思われる。雌雄異体で有性生殖を行い、無性生殖はしない。幼生は一時的にプランクトン生活をする。
その特徴に脊椎動物との共通点が多く、しかも無脊椎動物であることから、脊椎動物の進化を考える場合、この類は最もそれに近いものと考えられてきた。そのためその観点から多くの研究がある。ただし近年の系統研究からはむしろ尾索動物の方が脊椎動物とは近縁であるとの結果が出ている。

### 名称
学名はCephalo が「頭」で chordata が「脊索を持つ」を意味し、つまり「頭に脊索を持つ」という本群の特徴を述べたもの。和名はその直訳である。
この類の総称としても使われるナメクジウオは1876年（明治9年）に遡る。文部省から初等教育用の掛図が発行された中に、「ナメクヂウオ　蛞蝓魚」として「諸有脊椎動物中最不全ナル者」との説明があったという。ちなみにこれは日本でナメクジウオが発見されるより6年前である。更に何故ナメクジかについては、本群の最初の種が1774年に発見された際、Limax lanceolatus と、ナメクジの1種として記載されたことによる。ちなみに件の掛図にも「昔ハ柔軟類ノ蛞蝓属トセリ」と説明が付いていたという。
なお、ナメクジウオは日本産の種であるBranchiostoma japonicumの標準和名として長らく使われていたが、総称としてのこの名の使用が多く、紛らわしいことからヒガシナメクジウオの名が使われるようになっている。

## 特徴

### 外部形態

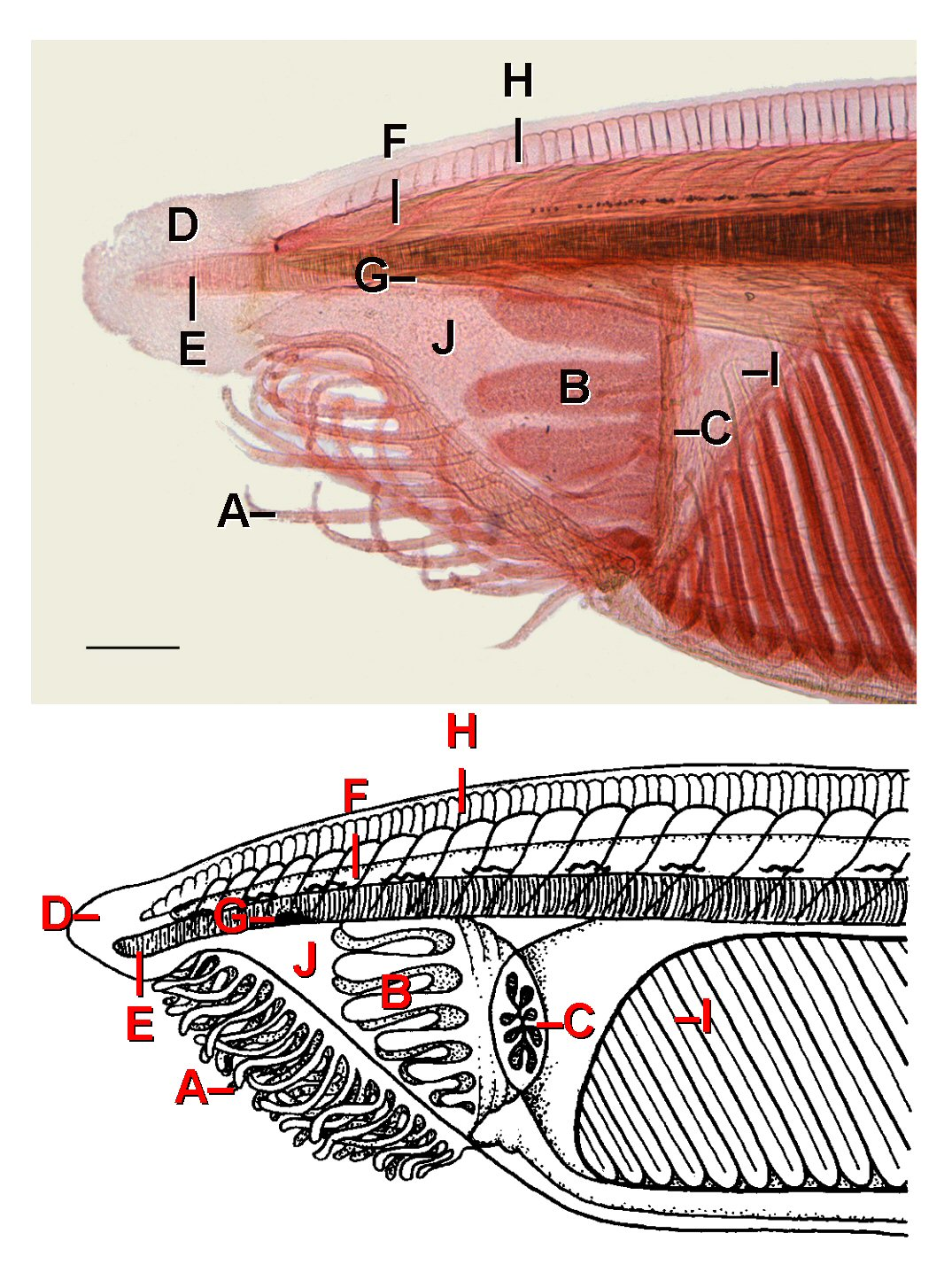
口の部分・写真と図

基本的には左右相称の動物。身体は細長く、左右から扁平で、前後が尖った魚形をしている。表皮はクチクラ化しており、半透明。外部には目立った感覚器や突出部はない。最先端には以下にある光受容器が眼点の形で存在する。
背側の過半と腹側の出水口より後方の縁はひれ状にやや隆起してひれ小室と呼ばれる構造が並び、それぞれ背ひれ、腹ひれと呼ばれる。後方のひれ小室を伴わない部分は尾ひれとして区別される。
先端部の腹面に口がある。腹面中程やや後方には出水孔が開き、それよりずっと後方に肛門が開く。口はその周囲に短い突起が並び、これを外触手（外鬚とも）という。これは並んで口を蓋するように配置し、摂餌の時に異物が混入するのを防ぐ意味があると考えられる。外触手の基部は触手間膜でつながっている。口の後方には左右1対の稜が走り、それらは後方に伸びてその終点に出水孔がある。

### 内部構造

1:脳室, 2:脊索, 3:神経索, 4:尾ひれ, 5:肛門, 6:消化管, 7:血管系, 8:出水口, 9:囲鰓腔, 10:鰓裂, 11:咽頭, 12:mouth lacuna, 13:外触手, 14:mouth gap, 15:生殖腺 (卵巣/精巣), 16:眼点, 17:神経系, 18:abdominal ply, 19:肝

頭部から尾部にかけて、棒状の組織である「脊索」をもつ。ナメクジウオ（頭索動物）は生涯にわたって「脊索」をもち続ける。脊索の背側に神経索 (下図3) をもつ。神経索の先端は脳室 (下図1) と呼ばれ、若干ふくらんでいるが、脳として分化しているとは見なされない。
神経索の先端には色素斑や層板細胞、ヨーゼフ細胞と呼ばれる光受容器をもつほか、神経索全体にわたってヘッセの杯状眼と呼ばれる光受容器がある。閉鎖血管系（下図7）をもつが、心臓はもたず、一部の血管が脈動することで血液を循環させている。また血液には呼吸色素がなく、無色である。
消化管は口に始まり、直線的に肛門に続く。咽頭は大きくて長く、側壁には多数の鰓裂があり、全体は籠状となって鰓嚢と呼ばれる。その部分の腹面の正中線沿いには内柱という構造があり、背面正中線沿いには咽上溝がある。鰓裂には基底膜が肥厚してで来た支持構造が備わっている。鰓嚢より後方には肛門まで腸が続くが、その途中に分枝があり、肝盲嚢という。これは先端が閉じた細長い袋状で、囲鰓腔の中で鰓嚢の右側を前に向けて伸びる。
囲鰓腔は腹部の大部分を占める。前は口の後方から咽頭（鰓嚢）を包む形で後方に伸び、出水孔より後方では腸の右側に沿って伸びる。
体側には筋肉が並ぶが、筋肉はくの字形の体節構造を取る。その節数は種を判別するのに用いられる。排出系は特殊な有管細胞で構成され、脊索下孔から出て囲鰓腔に開く。生殖腺は腹部に体節のような形で並ぶ。
体内に緑色蛍光タンパク質を持ち、特に頭部が明るく発光する。
なお、この群の構造には脊椎動物のものに対応するところがいくつかあり、例えば鰓嚢にある内柱は脊椎動物の甲状腺に当たるものと考えられている。ただし、これが内分泌腺として機能しているとの証拠はまだない。また下垂体に当たるとされるものにハチェック小窩がある。

## 生態
全世界の暖かい浅海に生息している。ただし1種のみ、ゲイコツナメクジウオは深海から発見されている。体全体を左右にくねらせて素早く泳ぐことができるが、通常は海底の砂のなかに潜って生活している。ホヤなどと同様、水中の食物を濾過することで摂食している。
鰓裂は水中の食物を濾（こ）しとる役割も果たしている。まず内柱が粘液を分泌し、これが鰓嚢全面に広がる。鰓裂には繊毛があり、これによって口から海水が流れ込むと、そこに含まれる微小藻類などの微粒子は粘膜に吸着される。粘液はそれらを含めて腸に入り、それらの微粒子が餌となる。鰓嚢を出た海水はそれを囲む腔所である囲鰓腔に出て、その後方腹面に開く出水孔から外に出る。

## 生殖と発生
雌雄異体であり、精子と卵を体外に放出し、体外受精を行う。無性生殖は行わない。
初期発生は両生類のそれに類似する。中胚葉は最初に典型的な腸体腔の形を取り、原腸の前方から数対がくびり出されて生じる。が、その後方には裂体腔の形で対を成して作られ、その後でそれらがつながって前後に伸びる1対の真体腔となる。

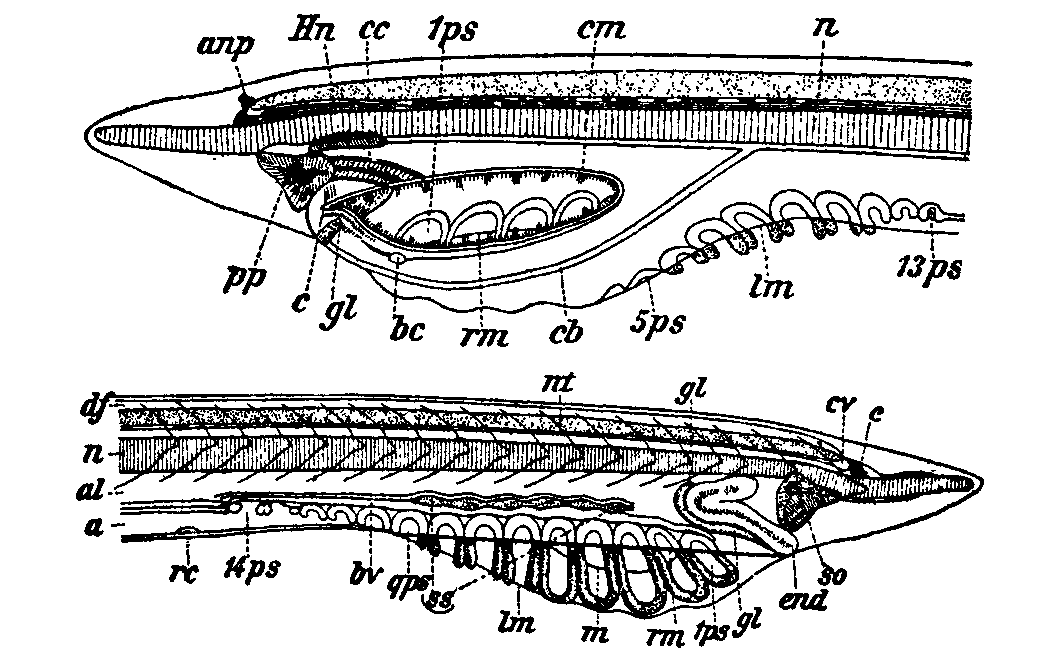
幼生の前部（ニシナメクジウオ）

幼生は当初はプランクトンとして成長し、体表に繊毛があってこれにより摂食しながら成長する。特に与えられた名前はないようである。幼生の体制はほぼ成体と変わらず、形はより細長い。はっきり異なるのは消化系、特に咽頭が未発達であることと、囲鰓腔がないことである。幼生の口がまず体の左側に開く。鰓裂も左側の列が腹面にまず開き、この時点では咽頭は外界に裸出している。次に右側の鰓裂を右の背面側に生じ、それから咽頭の上、両側に突出部ができて、それが伸びて咽頭を覆い、腹面で出水孔を残して癒合し、囲鰓腔が完成する。これに合わせて口が下面に移り、成体の形になる。

## 分類

### 上位分類
身体の中心を貫く脊索と、その上に走る神経管、それに消化管の咽頭に鰓裂を持つことなどは脊椎動物と共通する特徴であり、しかし骨格を発達させず、神経管が前端で脳を作らず、またそれを頭蓋が覆わない点で脊椎動物とは異なる。かつてはこのような脊椎動物と共通の特徴を持ちながら無脊椎であるものを原索動物として一つの動物門にまとめた。しかし現在ではこれら全てが単系統を成すものと見なし、まとめて脊索動物として扱う。
原索動物に含まれていたものとしては他にホヤやオタマボヤなどの群があり、これらは脊索が尾の部分にしか存在しないので、これを尾索動物という。これに含まれる多くのものは幼生の時期にのみそれが見られ、成体では消失する。本群は脊索を終生に渡って持ち、またそれが頭部にまで達することからそれと独立の群と認める。脊索動物は、従って脊椎動物、尾索動物、それに本群の3つの亜門から構成されている。
なお、脊索は持たないが鰓裂を持つものに半索動物門があり、これも脊索動物と系統的に近いと考えられている。

### 下位分類
脊索動物門 - 頭索動物亜門に分類される。頭索動物亜門は1綱1目1科3属からなり、約30種の現生種が確認されている。ただし形態的な分化には乏しく、どれもよく似ている。種の分類には筋節の数や鰭室の数などが重視されるが、研究は十分とは言えない。
- 脊索動物門 Chordata
  - 脊椎動物亜門 Vertebrata：魚類、両生類、爬虫類、鳥類、哺乳類
  - 尾索動物亜門 Urochordata：ホヤなど
  - 頭索動物亜門 Cephalochordata：ナメクジウオ
    - ナメクジウオ綱 Leptocardia
      - ナメクジウオ目 Amphioxi
        - ナメクジウオ科 Branchiostomidae
          - ナメクジウオ属 Branchiostoma：生殖腺が体の左右両側にある
          - カタナメクジウオ属 Epigonichthys：生殖腺は右側のみ。尾状突起はない。
          - オナガナメクジウオ属　Asymmetron：生殖腺は右側のみ。後端に尾状突起が突出する[2]。

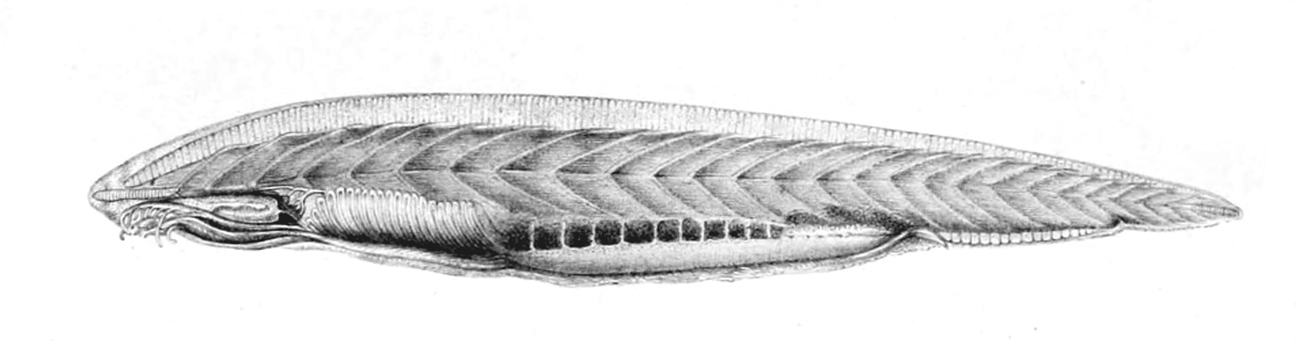
ナメクジウオ属 （Branchiostoma cultellus）
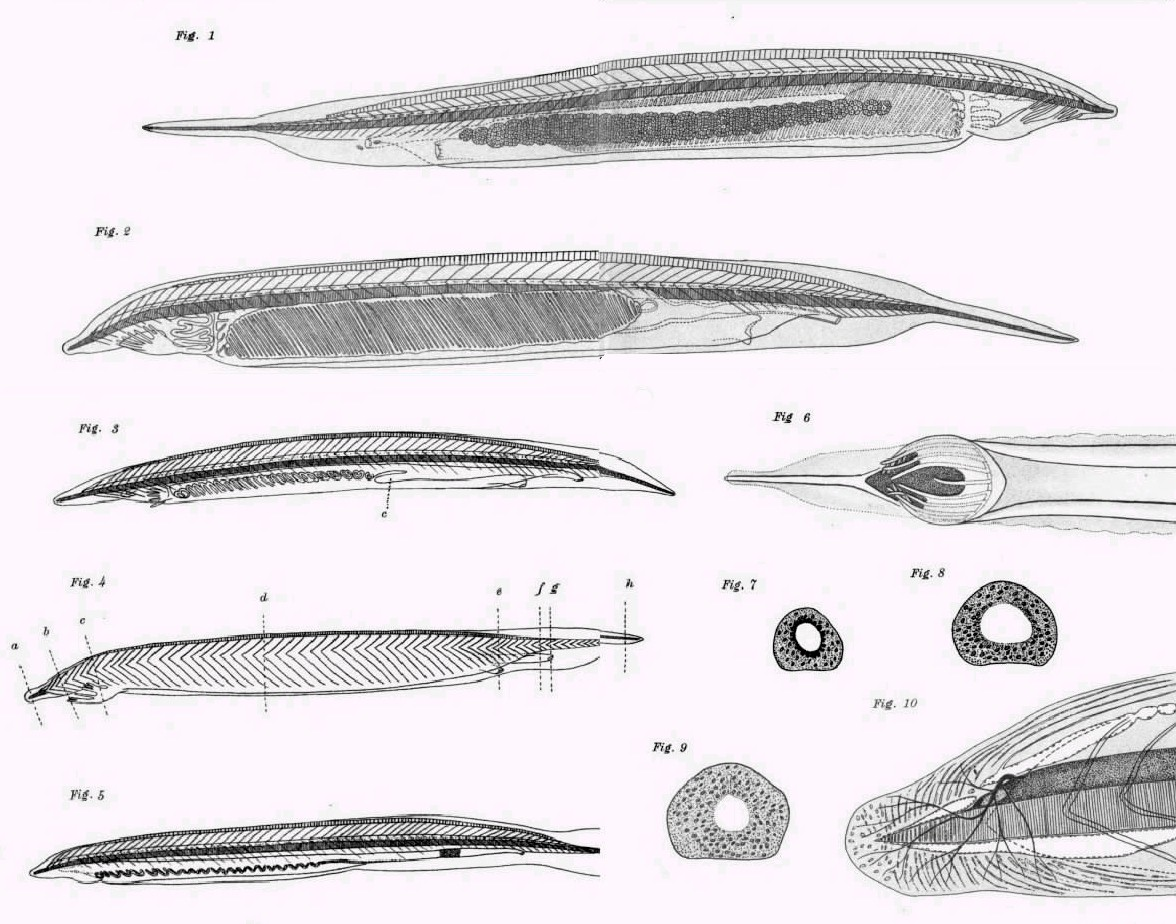
オナガナメクジウオ属 （オナガナメクジウオ）
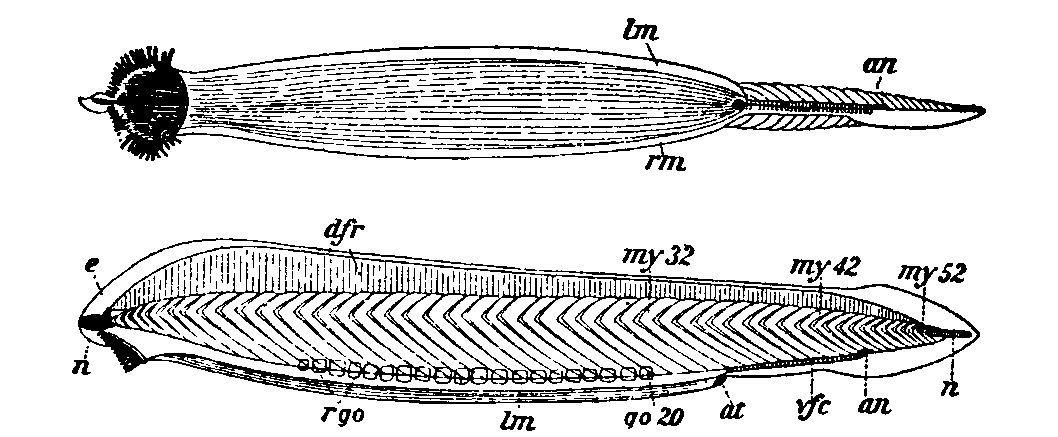
カタナメクジウオ属 （Epigonichthys cultellus）

日本近海にはヒガシナメクジウオ（旧称 ナメクジウオ） Branchiostoma japonicum、カタナメクジウオ Epigonichthys maldivense、オナガナメクジウオ Epigonichthys lucayanum、ゲイコツナメクジウオ Asymmetron inferum の4種が生息している。このうちでヒガシナメクジウオが最もよく知られ、潮間帯から浅海に広く分布し、かつては普通に見られた。愛知県蒲郡市三河大島（大嶋ナメクジウオ生息地）と広島県三原市有竜島がこの種の生息地として天然記念物に指定されている。ただし現在では激減している。

## 進化と系統
上記のようにこの類は脊椎動物の起源を考える上で重視されてきた。この場合、問題になるのは脊椎動物と、本群と尾索動物、それに半索動物の関係である。この場合、最も祖先的なのは半索動物であると考えられ、そこから他の群がどんな風に派生したのかを説明する形になる。ちなみに現生の半索動物は2群あり、ギボシムシ類は細長く這い回る虫状、フサカツギ類は固着性で触手を口の周りに広げる。
古くはガルスタングは19世紀末よりこれについて論じ、フサカツギ様の祖先を想定し、そこから触手ではなく体内に鰓裂を発達させたものがホヤ（尾索動物）の原型になり、その後にホヤの幼生がそのまま生活する幼形成熟の形に進化し、これから頭索動物が、そしてそこから脊椎動物が出現したと説いた。これに対し、時岡は1979年にむしろギボシムシのようなものから始まり、脊索などを発達させたものから二次的に固着生活に入ったのがホヤであり、そのまま遊泳する方向に進化したのが頭索動物、そこから脊椎動物が生まれたと見た。だが、いずれにしても脊椎動物に最も近いのは頭索動物であろうとの判断は一致している。
ところが分子系統の情報が集まるに連れ、脊索動物の中で脊椎動物と姉妹群を作るのはむしろ尾索動物であることが分かってきた。逆に頭索動物は、脊索動物の中で最も基底で分岐したと考えられるようになったのである。あらためて考えると、頭索動物は基本的には左右相称の形を持ってはいるが、根本的なところで左右不対称性が見られる。例えば発生では口はまず左側に開き、その後に正面下に移行する。鰓裂の発達にも左右不対称がある。またナメクジウオ属では生殖腺が左右にあるのだが、それ以外の属では右側にしか発達せず、しかも遺伝子情報からは、この類では右側だけの方が祖先的であるらしい。他方で、脊椎動物は細部に不対称な例はあるものの、むしろ基本は完全に左右対称である。とすれば、頭索動物の直接の祖先に脊椎動物の祖形と共通するものを見いだすのは難しい。

### 化石
カンブリア紀のバージェス動物群（5億1500万年前）のひとつとして発見されたピカイアがナメクジウオによく似ていると言われる。そのため、これが脊椎動物のもっとも古い先祖と言われたこともある。しかし、それよりやや前の澄江動物群から発見されたハイコウイクチスが当初は頭索類ではないかと言われたが、頭に当たる構造が確認されたことで脊椎動物と考えられるに至った。したがって、それらの系統の分岐はさらに遡ると考えられる。また、同じくユンナノゾーンも当初は頭索類とされながら、現在では半索動物と考えられるに至った。

## 利害
実用的な利用はほとんどない。中国の廈門では漁獲され、食用となっていた。
それ以上に生物学上の研究対象として重要であり、何より脊椎動物の進化に関わって様々な研究が行われてきた歴史があり、それは1800年代までさかのぼる。例えば内田他(1947)には『此類ハ脊椎動物ノ最低位置ニ近キモノナルヲ以テ、形態學者ノ研究材料トシテ古來最モ貴バル（ママ）』とある。研究対象としてはヨーロッパではニシナメクジウオ B. lanceolatum を、アメリカでは B. floridae が使われ、日本ではヒガシナメクジウオ B. japonicum を用いて多くの研究が成されてきた。
ただし、飼育繁殖が困難である。生かしておくだけなら餌無しで海水を交換するだけで最大で1年ほど飼育することは可能であるが、結局は野外から採集してきて一時的に維持するのが精一杯であり、その点がその利用の妨げとなる。発生の研究でも産卵期に野外から採集して行うわけで、研究環境は脆弱である。それでも飼育から累代繁殖の成功した種もあり、安定した飼育法の開発は進んでいる。この群にはそれに代えられるような動物がいないだけに実験素材としては重要であり、今後にモデル生物としてより利用されることが期待される。